# Mussol de Jamaica
El mussol de Jamaica (Asio grammicus; syn: Pseudoscops grammicus) és una espècie d'ocell de la família dels estrígids (Strigidae). Habita boscos i camps oberts de Jamaica. El seu estat de conservació es considera de risc mínim.